# John Paul Goode
John Paul Goode (* 21. November 1862 in Stewartville, Minnesota; † 5. August 1932 in Little Point Sable, Michigan) war ein US-amerikanischer Kartograph.
Er hatte 1923 als Erster die Idee, Weltkarten in den Ozeanmitten zu unterbrechen, damit die jeweils abzubildenden Flächen zu verringern und so Verzerrungen in den Kontinenten der schon bestehenden Mollweide-Projektion zu mildern. Die Goode-Projektion ist eine Kombination mehrerer Projektions- und Konstruktionsverfahren.
In seiner Projektion versuchte er, Flächentreue mit möglichst großer Formtreue auch in äquatorfernen Gebieten Europas und Nordamerikas zu verbinden. Dafür gab er die bis dahin obligate Geschlossenheit des Kartenbildes preis. Die Antarktis teilte er auf vier Kartenlappen auf. Die Nord-Süd-Achse vernachlässigt er ganz. In Goodes Projektion werden die Ozeanflächen günstiger abgebildet.

## Alternative zu Mercator
1908 hielt Goode einen Vortrag auf einem Treffen der Association of American Geographers in Baltimore, USA über Alternativen zur, von ihm als „Evil Mercator“ (Hass/Ward, 244) bezeichneten Mercator-Projektion. Die Mercator-Projektion ist an den Polen und in den nördlichen Breiten verzerrt. Goode schlug vor, zwei Projektionen zu verbinden und entwickelte daraus seine homolographische Projektion.

## Schriften (Auswahl)
- Goode, J. P. (1904): The Human Response to the Physical Environment. Journal of Geography, 3(7), 333–343. https://doi.org/10.1080/00221340408985525.